# Валдиниеволе
Валдиниеволе (на италиански: Valdinievole, или стара ортография Val di Nievole) е район в южнозападна част на провинция Пистоя, в региона Тоскана, в Италия, на границата с провинциите Лука и Флоренция.

## География
Районът се състои от 11 общини: Буджано, Киезина Уцанезе, Ларчано, Лампорекио, Маса и Коциле, Монсумано Терме, Монтекатини Терме, Пеша, Пиеве а Ниеволе, Понте Буджанезе и Уцано, и населението му е около 120.000 души. И няколко малки части на общините Алтопашо, Монтекарло, Марлиана и Серавале Пистойезе могат да са включени в района. Главните центрове са Монтекатини Терме, Монсумано Терме и Пеша, исторически център на района, с единствената болница.
Името на района, което значи Долина на Ниеволе, произлиза от реката Ниеволе (Nièvole [ˈnjɛːvole], от латински nebula „мълга“), която тече в източната част на района. Обаче главната река е Пеша, която тече в западната част. Всички реки текат към блатото на Фучекио, на границата с провинция Флоренция.
Североизточната част на Валдиниеволе е хълмиста. Тук се намират първите поли на Апенинските планини на север и релефът Монталбано на изток. На запад Валдиниеволе граничи с равнината на Лука.

### Общини
| №  | Община            | Площ (км²) | Население (души 2008 г.) | Гъстота (души/км²) | БВП на човек (€ 2008 г.) | Пощенски код |
| -- | ----------------- | ---------- | ------------------------ | ------------------ | ------------------------ | ------------ |
| 4  | Буджано           | 16,12      | 8721                     | 541                | 14800                    | 51011        |
| 2  | Киезина Уцанезе   | 7,24       | 4442                     | 613,54             | 12493                    | 51013        |
| 11 | Лампорекио        | 22,17      | 7491                     | 338                | 13130                    | 51035        |
| 10 | Ларчано           | 24,92      | 6156                     | 247                | 13318                    | 51036        |
| 5  | Маса и Коциле     | 16         | 7789                     | 486,51             | 15113                    | 51010        |
| 9  | Монсумано Терме   | 32,77      | 20670                    | 630,76             | 12950                    | 51015        |
| 7  | Монтекатини Терме | 17,66      | 21038                    | 1191,28            | 16465                    | 51016        |
| 1  | Пеша              | 79,14      | 19453                    | 245,8              | 14974                    | 51017        |
| 8  | Пиеве а Ниеволе   | 12,71      | 9602                     | 755,47             | 14296                    | 51018        |
| 6  | Понте Буджанезе   | 29         | 8571                     | 295,5              | 13068                    | 51019        |
| 3  | Уцано             | 7          | 5299                     | 757                | 15420                    | 51010        |
|    | Общо              | 264,73     | 119232                   | 450,4              |                          |              |
|    | Провинция Пистоя  | 965        | 286118                   | 296,5              | 16960                    |              |

И няколко части на общините Марлиана (12) и Серавале Пистойезе (13) географско могат да са включени във Валдиниеволе.
Преди създаването на провинцията Пистоя през 1929 г., общините във Валдининеволе са участвали в провинцията Лука, освен общините Ларчано и Лампорекио, които са били в провинция Флоренция с другите общини на бъдещата провинция.

## Икономика
Икономиката на Валдиниеволе е много разнообразна: имат много земеделски дейности (много важни са отглеждането и продажбата на цветя в Пеша), и малки и средни занятчийски предприятия. Туризмът в Монтекатини Терме е много важен.